# Заколдованное королевство
Заколдованное королевство (или Волшебное королевство; англ. Tin Man) — фантастический мини-сериал из трёх серий, который является эпическим преображением сказки Фрэнка Баума «Удивительный Волшебник из Страны Оз». Эта версия сказки очень поверхностно напоминает оригинал и является больше современной смесью фантастики и фэнтези.

## Сюжет

### Часть 1
Ди Джи (Дешанель) — официантка в забегаловке, которая никак не могла привыкнуть к мирной жизни небольшого городка. Ночью ей постоянно снятся загадочные видения о местах, в которых она никогда не бывала, а также о прекрасной женщине с глазами цвета лаванды, предупреждающей её о приближающейся буре. Эти сны становятся явью, когда колдунья Азкаделлия (Робертсон), тираническая повелительница Внешней зоны (англ. Outer Zone — O.Z.), посылает своих солдат через пространственный ураган, чтобы убить Ди Джи, но Ди Джи и её родители попадают в O.Z. Местное племя пигмеев считает её шпионкой Азкаделлии и бросает Ди Джи в клетку, где она встречается с Глюком (Камминг), человеком, чей мозг был удалён Азкаделлией.
Когда «Длинные плащи» (солдаты Азкаделлии) нападают на племя, Ди Джи и Глюку удаётся сбежать. Ди Джи желает найти своих пропавших родителей, так что Глюк предлагает следовать по старой кирпичной дороге. По пути они обнаруживают Кейна (Макдонаф), бывшего полицейского (или «Железного человека» по местному жаргону), который годами был заточён в железном скафандре за то, что посмел пойти против колдуньи. Хотя Кейн вначале не желает им помогать, затем он соглашается довести их к Центральному городу, где Ди Джи может узнать где находятся её родители. Далее они вызволяют эмпатическое существо по имени Рык (Рауль Трухильо), который часто убегает от людей, чтобы не чувствовать их боль.
После некоторых приключений, группа натыкается на городок, известный как Миллтаун, где Ди Джи встречает своих родителей. Но её «родители» на самом деле оказываются киборгами, запрограммированными вырастить Ди Джи, так как её настоящая мать боялась за жизнь дочери. Они посылают её в Центральный город, чтобы встретиться с Мистиком (Дрейфус), который хранит информацию которая поможет Ди Джи найти свою мать. Также один из киборгов оттискивает на левой ладони Ди Джи загадочный светящийся символ, который поможет ей найти путь.
Но Мистик не может помочь Ди Джи, так как Азкаделлия помутила его рассудок наркотическими «испарениями». Он быстро приходит в себя, увидев символ на руке Ди Джи, и посылает её на Северный остров. Прибыв на остров, который оказывается замороженным дворцом, Ди Джи узнаёт что является принцессой O.Z., дочерью бывшей королевы. Они также узнают, что Глюк был советником королевы. Рык использует свои способности, чтобы показать попутчикам видение о прошлом Ди Джи. В этом видении, после того, как королева кладёт Ди Джи спать, её старшая сестра Азкаделлия убивает Ди Джи, используя тёмную магию, чтобы остаться единственной наследницей на трон. В отчаянии королева воскрешает младшую дочь своей собственной жизненной силой, теряя свою молодость. Шёпотом она рассказывает дочери об «Изумруде Затмения», который будет необходим чтобы остановить злую сестру.
Азкаделлия догоняет группу во дворце и ловит их. Она требует от Ди Джи местонахождение изумруда, но Ди Джи не помнит. При попытке бегства Кейн дерётся с Зеро (Ренни), генералом Длинных плащей, который в прошлом посадил Кейна в железный скафандр. Зеро раскрывает, что семья Кейна не была убита прежде, чем выстрелить ему в сердце. Кейн вылетает из окна и падает в ледяное озеро.

### Часть 2
Азкаделлия допрашивает сестру, но узнаёт, что мудрая королева заблокировала память Ди Джи магией, и сажает Ди Джи в тюрьму.
В ледяном дворце Глюк вытаскивает Кейна из озера и возвращает его в фургон, чтобы он отошёл от гипотермии (статуэтка лошади в кармане Кейна остановила пулю). Они путешествуют к башне колдуньи чтобы вызволить Ди Джи, где Глюк показывает, что является отличным единоборцем, победив группу солдат.
Ди Джи вызволяет пёс Тото, и она, в свою очередь, выпускает на волю Рыка. Они встречают Кейна и Глюка и покидают башню. Тото оказывается перевёртышем, который учил принцесс магии в детстве. Вместе, они направляются на юг, куда Ди Джи направил Мистик, прежде чем Азкаделлия его убила.
Тото оказывается шпионом колдуньи, оставляя магические предметы которые подбирают летучие обезьяны колдуньи.
На подходе к южному озеру, Ди Джи начинает вспоминать своё детство и проявлять магические способности.
Железный человек узнаёт, что его жена и сын выжили и перешли обрыв, но на другой стороне он находит лишь заброшенный дом, могилу жены и пустой железный скафандр.
Подойдя к развилке на дороге, Кейн обнаруживает, что за ними летит одна из летучих обезьян и убивает её выстрелом.
Подходя к местоположению бывшего южного замка, Ди Джи вспоминает, что случилось там в детстве: услышав голос ребёнка, она и её сестра вошли в древнюю пещеру, где была заточена злая ведьма. Хотя Азкаделлия просит сестру не отпускать её руку, ведь вдвоём их магия сильнее, Ди Джи от испуга убегает. Ведьма одолевает Азкаделлию и вселяется в её тело. Ди Джи понимает что всё что случилось в O.Z. — её вина.

### Часть 3
Ди Джи обнаруживает сообщение от матери, наставляющее её искать человека по имени Ахамо. Тото раскрывает, что Ахамо является отцом Ди Джи, покинувшим королеву незадолго до отправления Ди Джи на Землю. После отбытия героев, Азкаделлия также обнаруживает сообщение и начинает поиски отца.
Тото помогает героям обнаружить вход в подземный город, где ошиваются все «нежеланные» члены общества. Именно там они надеются найти Ахамо. Местная гадалка направляет их на встречу с Искателем. Затем она встречается с Искателем и показывает ему плакат, на котором нарисованы портреты героев с надписью «Разыскиваются». При встрече с Искателем, гадалка предаёт его, и её люди хватают всех, кроме Ди Джи, которую похищает Искатель. Искатель затем объясняет Ди Джи что он и есть Ахамо, её отец, и что он долгие годы ожидает её возвращения. Именно поэтому он покинул её мать. Вместе отец и дочь направляются на поиски изумруда, хотя Ди Джи горит желанием спасти друзей.
Тем временем, гадалка передаёт пойманных героев в руки Зеро, но сама получает по заслугам за «вмешательство не в свои дела». По пути в замок колдуньи на конвой нападает отряд повстанцев, лидером которого оказывается повзрослевший сын Кейна. Сыну Кейна обманом удаётся заставить Зеро рассказать всё о загадочной машине Азкаделлии, которая предназначена для того, чтобы во время двойного затмения обоих солнц установить вечную тьму по всей O.Z., но для этого колдунье нужен изумруд. Хотя его сын желает казнить Зеро за убийство матери, Кейн говорит ему, что его мать бы этого не одобрила. Вместо этого, он придумывает Зеро альтернативное наказание — заточение в железном скафандре.
Ди Джи удаётся с помощью магического компаса определить местоположение изумруда. Туда её везёт на своём воздушном шаре Ахамо, по пути рассказывающий дочери о себе. Оказывается, Ахамо — землянин, который попал в O.Z. во время бури на том же воздушном шаре. Первым, кого он увидел, была королева, и он тут же влюбился и решил остаться. В лесу Ди Джи обнаруживает скрытую гробницу королевской семьи, где Ахамо направляет её в склеп дальнего предка Ди Джи — Дороти Гейл, первого человека, перешедшего грань миров. Ди Джи была названа в её честь (англ. Dorothy Gale — DG). В склепе Ди Джи видит чёрно-белое воспоминание и встречает молодую Дороти в волшебных туфельках, которая и передаёт Ди Джи маленький светящийся изумруд. Но на выходе их уже поджидает Азкаделлия со своими солдатами. Забрав Ахамо и изумруд с собой, Азкаделлия заточает Ди Джи в её собственный гроб.
Тото пытается открыть двери в гробницу, но не может. Тогда он спешит в лагерь повстанцев и рассказывает Кейну и другим о заточении Ди Джи. Но пока они добираются до гробницы, Ди Джи удаётся сосредоточиться и использовать свои магические способности, чтобы отпереть гроб. Узнав, что Азкаделлия заполучила изумруд, друзья спешат к замку Азкаделлии, ведь до затмения остались считанные часы. Повстанцы устраивают отвлекающие взрывы, чтобы герои в суматохе могли проскользнуть незаметными. Глюк, Рык и Кейн направляются в мозговой отсек машины, где они видят, что мозг Глюка управляет злобной машиной колдуньи. Тото остаётся на стрёме, а Ди Джи направляется остановить сестру. Рык соединяет Глюка с его мозгом, и он выдаёт комбинацию необходимую для отключения машины, но прежде, чем Кейн смог ввести все цифры, заявляется главный учёный колдуньи с солдатами и ловит их.
Начинается двойное затмение, и от машины через изумруд на шее Азкаделлии идёт к луне луч, который остановит движение солнц. Пока Ди Джи пытается убедить сестру, чьё тело захватила ведьма, остановиться, героям удаётся победить солдат, а похрабревший Рык бьёт учёного его же электрической дубинкой. Ди Джи удаётся «достучаться» до настоящей Азкаделлии, и они соединяют руки, выгоняя ведьму на волю. Ведьма пытается уничтожить сестёр, но вдвоём их магия во много раз сильнее. Глюк вспоминает необходимую комбинацию для переключения машины в обратный режим, и отключение луча приводит к тому, что ведьма плавится. Сёстры возвращаются к родителям, и все радостно смотрят на восходящие солнца. Ди Джи наконец понимает, что вернулась домой.

## В ролях
- Зоуи Дешанель — Ди Джи
- Нил Макдонаф — детектив Уайатт Кейн, «Железный человек»
- Алан Камминг — Глюк/Амброз
- Рауль Трухильо — Рык
- Кэтлин Робертсон — Азкаделлия
- Ричард Дрейфус — Мистик
- Анна Галвин — королева Лавандовые Глаза
- Блю Манкума — Тутор/Тото
- Шон МакДональд — Лайло
- Каллум Кит Ренни — Зеро
- Даг Абрахамс — генерал Лонот
- Тед Уитталл — Ахамо/Искатель

## Список серий
1. «В бурю» (англ. Into the Storm)
2. «Поиски изумруда» (англ. Search for the Emerald)
3. «Оловянный человек» (англ. Tin Man)

## Интересные факты
- Садовый лабиринт, по которому пробегает Ди Джи в детстве и по которому добирается до Финаквы вместе с друзьями (с 74-й минуты второй серии), в реальности расположен в Ванкувере в ботаническом саду Ван Дюсена (положение на карте).